# Manol Manolov
Manol Manolov (búlgar: Манол Манолов)  (Sofia, 5 d'agost de 1925 - Sofia, 16 de desembre de 2008) fou un futbolista búlgar de la dècada de 1950 i entrenador.
Fou 57 cops internacional amb la selecció búlgara.
Pel que fa a clubs, defensà els colors de Septemvri Sofia i CSKA Sofia.